# Эбботт, Джеймс Генри
Джеймс Генри Эбботт (англ. James Henry Abbott; 1851 — 1 марта 1914) — британский филателист, один из «отцов филателии», внесённый в Список выдающихся филателистов в 1921 году.
Джеймс Эбботт вступил в Королевское филателистическое общество Лондона в 1892 году, впоследствии став почётным членом этого общества и оставаясь в нём до самой смерти.
Он был старшим вице-президентом Манчестерского филателистического общества, а также был известен как «отец Манчестерской школы» за свою практику (вместе с Уолтером Дорнингом Бектоном) аккумулирования больших блоков и листов почтовых марок для изучения положения надпечаток.
Журнал «Лондонский филателист» сообщил, что после своей смерти Эбботт «… оставил всё свое имущество, включая, конечно же, почтовые марки, своей единственной родственнице, сводной сестре, вместе с которой жил. Именно эта женщина решила, что коллекция должна быть передана какому-либо общественному учреждению в Манчестере в случае принятия им такого дара, и предложение было сделано Институту Уитворта и было принято им.» Менее важные предметы были проданы на аукционе в 1914 году. В 1968 году переданные в дар почтовые марки были проданы компанией H.R. Harmer Ltd на четырёхдневных торгах.